# كوليبياك
كوليبياك (بالروسية: кулебя́ка وتلفط «كوليبياكا») وهو نوع من فطائر البيروك الروسية والتي عادةً ما تُحشى بسمك السلمون أو سمك الحفش مع الأرز أو الحنطة السوداء والبيض المسلوق والفطر والبصل والشبت. تُلف الحشوة بعجينةٍ عادةً ما تكون عجينة بريوش أو عجينة منتفخة ويُخبز.
الكوليبياك هو طبق أحتفالي حظي بشعبية كبيرة في روسيا في أوائل القرن العشرين، حتى إن الطاهي الفرنسي الشهير أوغوست إسكوفيي جاء بالطبق إلى فرنسا وضمن له وصفات في كتابه «الدليل الكامل لفن الطهو الحديث» (Le guide culinaire). هذا الطبق منتشر في جميع أنحاء العالم، وهو أيضاً جزء من مطبخ بلدان أوروبا الشرقية في الاتحاد السوفيتي السابق. 
يتمتيز طبق الكوليبياك الكلاسيكي بالعديد من الحشوات، غالباً ما تتكون الطبقات العلوية من الحشوة من مزيج من السمك الأبيض والأرز، وشرائح من سمك الحفش والسلمون في الطبقات السفلية. أكثر المكونات غرابةً التي يُحشى به الطبق هو النخاع الشوكي لسمك الحفش. يتم إعداد الكوليبياك كذلك باستخدام حشوات نباتية بسيطة مثل الملفوف أو البطاطا. ويُقدم مع شوربة بورش.